# 山梨時事新聞
山梨時事新聞（やまなし じじ しんぶん）は、日本の新聞（地方紙）。戦後すぐに創刊され、1969年3月末までの24年間、山梨で発行されていた日刊新聞。12ページから16ページ建てで50,000部前後が出ていた。

## 歴史
1946年3月1日、山梨県中巨摩郡鏡中条村（南アルプス市）の小野永雄によって創刊された。小野は早稲田大学在学中からの農民運動家で、穏健派に属していた。戦時中の言論弾圧を身をもって知っている小野は、自由な言論の必要性を痛感して創刊を決意すると、農民運動で知り合った農民や小商店主やインテリ層などに呼びかけ、一株50円を、50円、100円ずつの小額で集めて株式会社を設立したと言われている。
小野の壮途に感銘した、かつての農民運動全農全会派（いわゆる最左派）に所属していた、農民文学作家の山田多賀市は、当時は事業に成功して金銭的に潤っていたため1,000円を出資したが、こういう大口の出資は例外であったという。
創刊当初、人材を求めていた小野は、伝手を頼って上京すると、当時港区にあった板垣書店を訪ね、そこで、植民地時代の朝鮮で中鮮日報の社長だった冨士平に出会った。冨士は京都帝大出身のドイツ文学者であったが、小野は彼の人物にほれ込んで、三顧の礼をもって山梨時事に迎え、さらに冨士の腹心であった備仲玉太郎をも伴って山梨に帰った。これにより、小野社長─冨士編集局長─備仲整理部長という編集ラインが確立した。
小野の意志に従って革新的論調の山梨時事は、明治以降、終始体制の意向に沿った編集方針の山梨日日新聞と対抗して人気を博し、発行部数において山梨日日を凌駕したこともあった。
1958年の小野の急な病死以後、何代か社長は代わったが小野のような求心力を欠き、新聞は慢性赤字を続けた。1965年になって、カラー印刷の導入など紙面の刷新を期すために倍額増資を企図したが、前述のような弱体の株主では埒が明かなかった。そこへ倍額増資分を持って参入したのが、富士急行資本の総帥である堀内一雄（当時は衆議院議員）であった。1967年、山梨県は知事選挙の改選期を迎えたが、現職知事の天野久は五選を目指しており、これに対抗して多選批判の世論にのった、衆議院議員の田辺国男が立候補した。
富士急行が天野を担いだ都合上、山梨時事も天野を担ぎ、田辺を山梨日日が担ぐという構図になり、両紙を先頭に立てての醜い選挙戦となった。毎日の紙面上において、両紙はそれぞれの陣営の優位を書きたてて、まったく正反対の選挙情勢を伝え、良心的県民から顰蹙を買った。結果として田辺が圧倒的勝利を収めてみれば、山梨時事は信用を失墜して部数を大きく減らし、43,000部にまで凋落した。
1969年2月21日、富士急行の堀内光雄、山梨日日の野口英史両社社長の合意によって、富士急行は自社所有の山梨時事の全株式（128万株の51％）を山梨日日に譲渡した。山梨日日はその見返りとして、山梨日日所有のUHFテレビであるテレビ山梨の株式15％を富士急行に譲渡、富士急行から山梨時事への貸付金（8650万円と言われている）を肩代わりした。この取り引きによって、山梨日日は山梨県内日刊紙の市場を独占することに成功。一方で富士急行は、元々所有していたテレビ山梨の株式18％と合わせて33％を所有することになり、同社内での優位を確立した。
当初、山梨時事の社員は一律20万円の退職金を払って全員を解雇する予定であったが、山梨時事新聞労働組合が取り引きの情報を入手し、急遽全員大会を開きスト権を確立して騒然となった。しかしながら、同労働組合はいわゆる御用組合で戦闘力に欠け、組合内最左派と言われた元書記次長で地方支局に左遷されていた備仲臣道（備仲玉太郎長男）を呼び戻し、組合専従に復活させ、体勢を立て直したかに見えたが、それもつかの間であった。戦術転換をした会社側は、就業規則規定五割り増しの退職金によって全員に退職勧奨を行なったため、将来への不安にパニック状態となった社員は、3月29日までに138人が所属長へ退職願を提出するに至った。そのうえで会社は、退職勧奨を不当として残る備仲臣道ら4人を、内容証明郵便によってなんの保証もなく解雇してしまった。このようにして、山梨時事新聞は1969年3月31日付、第8365号をもって休刊となり、翌年3月の労働争議の和解を待って廃刊となった。